# The Lord of the Rings: The Fellowship of the Ring (computerspel)
The Lord of the Rings: The Fellowship of the Ring is een computerspel gebaseerd op In de Ban van de Ring van J.R.R. Tolkien en ontwikkeld door Surreal Software voor de PlayStation 2 en Microsoft Windows. Een versie voor de Xbox werd ontwikkeld door The Whole Experience en een Game Boy Advance versie door Pocket Studios. Alle versies werden in Europa uitgegeven op 8 november 2002, behalve de PlayStation 2, die kwam uit op 6 december 2002.

## Gameplay
Tijdens het spel bestuurt de speler Frodo, Aragorn en Gandalf. Elk personage heeft zijn eigen type wapens. Frodo gebruikt een wandelstok, een mes en Prik. Aragorn gebruikt Andúril en een boog. Gandalf gebruikt magie en zijn zwaard Glamdring.
Frodo heeft een "purity" meter. Deze meter loopt leeg wanneer Frodo de Ene Ring gebruikt. Wanneer de balk leeg is, wordt de speler gezien door een Nazgûl en is het spel verloren. Gandalf heeft in van plaats een "spirit" meter. Dit geeft aan hoeveel magie er nog gebruikt kan worden.

## Verhaal
Het verhaal is onderverdeeld in drie delen, elk gespeeld met een van de personages. Het spel begint met Frodo die zijn reis naar Breeg voorbereid. Los staand van een aantal zijmissies, draait de eerste missie vooral om het verkopen van Balingshoek. Tijdens de andere missies ontmoet de speler veel van de personages uit de film en het boek, waaronder Pepijn, Merijn, Tom Bombadil, Goudbezie, Glorfindel en Gimli.
The Fellowship of the Ring · The Two Towers · The Return of the King · The Third Age · War of the Ring · The Battle for Middle-earth · The Battle for Middle-earth II ·  The Battle for Middle-earth II: The Rise of the Witch-king · The Lord of the Rings Online · Conquest · Aragorn's Quest · War in the North · Guardians of Middle-earth · LEGO The Lord of the Rings · LEGO The Hobbit